# Trina

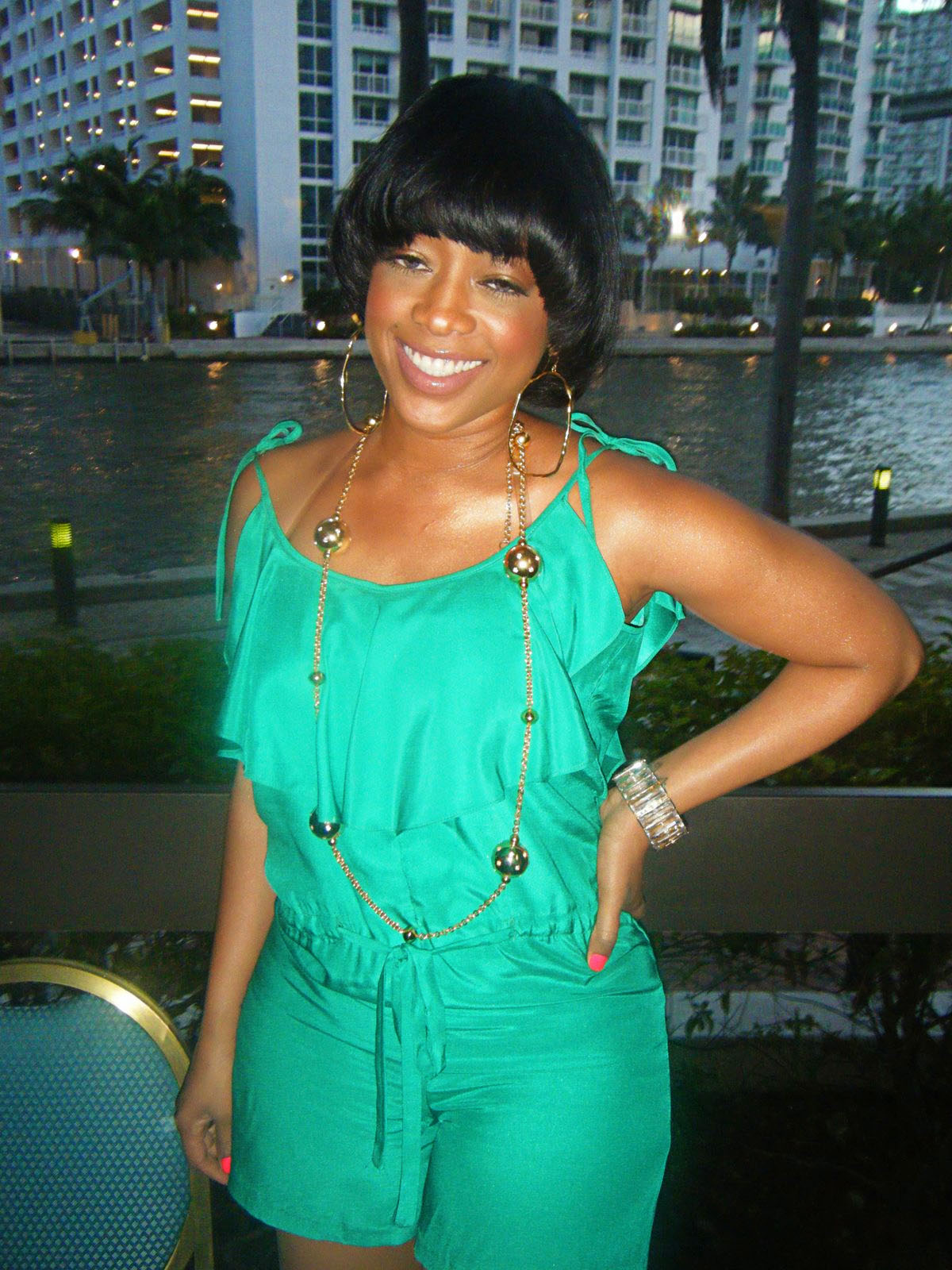
Trina (2009)

Trina, egentligen Katrina Laverne Taylor, född 3 december 1978 i Miami, Florida, är en amerikansk rappare. Hon släppte sitt första album Da Baddest Bitch 2000 efter att ha medverkat på en Trick Daddy-låt från 1998, Nann. Den amerikanska tidningen Entertainment Weekly utsåg den före detta strippan Trina till den nya drottningen av "Randy hiphop". Hon var även ihop med Trick Daddys bror Derek "Hollywood" Harris som mördades 1994.

## Diskografi
- 2000: Da Baddest Bitch
- 2002: Diamond Princess
- 2005: Glamorest Life
- 2008: Still da Baddest
- 2010: Amazin'